# Louis Seigner
Louis Seigner (* 23. Juni 1903 in Saint-Chef; † 20. Januar 1991 in Paris) war ein französischer Schauspieler.

## Leben
Seigner besuchte das Konservatorium von Lyon wie auch das Konservatorium von Paris und erhielt 1919 sein erstes Engagement am Théâtre des Célestins. Von 1923 bis 1939 spielte er am Théâtre de l’Odéon in Paris, unterbrochen von Abstechern zur Bühne Grand Guignol (1925) und zum Théâtre de la Porte Saint-Martin. 1939 begann seine jahrzehntelange Zugehörigkeit zur Comédie-Française.
Seigner wirkte in zahlreichen klassischen Bühnenstücken mit, darunter Der Bürger als Edelmann, Der eingebildete Kranke, Schuld und Sühne, Ein Florentiner Hut, Malatesta, Der Sturm, König Lear und Der Kaufmann von Venedig. Mehrmals, so in den Stücken Tartuffe, Crainquebille und Donogoo führte er auch Regie.
Zum Film gelangte Seigner nur zögernd, erst seit Beginn der 1940er Jahre trat er in einer großen Anzahl von meist ernsten Filmen auf. Der schwergewichtige, kahlköpfige Mime spielte Honoratioren, Großbürger, Unternehmer, Schulleiter, Gefängnisdirektoren, Richter, Bürgermeister, Bischöfe und Machtmenschen aller Art. In einer seiner letzten Filmrollen verkörperte er in dem Politthriller Sonder-Tribunal den gegenüber den deutschen Besatzern sehr zuvorkommend auftretenden französischen Justizminister Joseph Barthélémy.
Seine Tochter Françoise Seigner ergriff ebenfalls den Schauspielerberuf, die Schauspielerinnen Emmanuelle Seigner und Mathilde Seigner sind seine Enkelinnen.

## Filmografie (Auswahl)
- 1933: Chotard & Co. (Chotard et Cie)
- 1942: Symphonie der Liebe (La symphonie fantastique)
- 1942: Liebesheirat (Le Mariage de Chiffon)
- 1943: Eine fatale Familie (Goupi mains rouges)
- 1943: Das Hohelied der Liebe (Les Anges du péché)
- 1943: Das Geheimnis von Madame Clapain (Le Secret de Madame Clapain)
- 1943: Der Rabe (Le Corbeau)
- 1944: Ruf der Berge (Premier de cordée)
- 1944: Ein Fräulein vom Amt (Service de nuit)
- 1946: Der ewige Gatte (L’Homme au chapeau rond)
- 1946: Schatten der Vergangenheit (Un revenant)
- 1947: Liebesträume (Rêves d’amour)
- 1948: Die Kartause von Parma (La Chartreuse de Parme)
- 1948: Von Mensch zu Mensch (D’homme à hommes)
- 1949: So endete eine Dirne (Maya)
- 1949: Singoalla – die Zigeunerin (Singoalla)
- 1950: Die Marie vom Hafen (La Marie du port)
- 1950: Miquette et sa mère
- 1951: Rhythmus der Nacht (Boîte de nuit)
- 1951: Die Schönheitskönigin von Paris (La Plus Belle Fille du Monde)
- 1952: Pläsier (Le Plaisir)
- 1952: Die sieben Sünden (Les Sept péchés capitaux)
- 1952: Wir sind alle Mörder (Nous sommes tous des assassins)
- 1952: Agnes Bernauer (Le Jugement de Dieu)
- 1952: Liebenswerte Frauen? (Adorables créatures)
- 1952: Ein Fest für Henriette (La Fête à Henriette)
- 1953: Königsmark (Koenigsmark)
- 1953: Die Liebe endet im Morgengrauen (Les Amours finissent à l'aube)
- 1953: Liebe ohne Gnade (L’Esclave)
- 1953: Lucrezia Borgia (Lucrèce Borgia)
- 1953: Staatsfeind Nr. 1 (L’Ennemi public n° 1)
- 1954: Der Graf von Monte Christo (Le Comte de Monte-Cristo)
- 1954: Versailles – Könige und Frauen (Si Versailles m'était conté)
- 1954: Menschen am Trapez (Obsession)
- 1954: Die Affären einer Primadonna (La bella Otero)
- 1955: Von Sensationen gehetzt (Les Dents longues)
- 1955: Nachts auf dem Montmartre (Les Nuits de Montmartre)
- 1955: Wenn Mädchen reif zur Liebe werden (Les Premiers outrages)
- 1955: Die Blume der Nacht (Marguerite de la nuit)
- 1956: Paris, Palace Hotel (Paris, Palace Hôtel)
- 1957: Spione am Werk (Les Espions)
- 1958: Der Bürger als Edelmann (Le Bourgeois gentilhomme)
- 1958: Die großen Familien (Les grandes familles)
- 1959: Die Gerechten oder die Ballade von der weißen Weste (Les Affreux)
- 1959: Wiesenstraße Nr. 10 (Rue des Prairies)
- 1959: Mit den Augen der Liebe (Les Yeux de l'amour)
- 1960: Aufstand der Tscherkessen (I cosacchi)
- 1960: Das letzte Hemd hat keine Taschen (À pleines mains)
- 1960: Ein Herr ohne Kleingeld (Le Baron de l'écluse)
- 1960: Die Wahrheit (La Vérité)
- 1961: Der Präsident (Le président)
- 1962: Der Liftboy vom Palasthotel (Le Petit garçon de l’ascenseur)
- 1962: Liebe 1962 (L’Eclisse)
- 1962: Mit Damenbedienung (Le Massaggiatrici)
- 1964: Heimliche Freundschaften (Les Amitiés particulières)
- 1966: Heiße Nächte (Soleil noir)
- 1968: Der Bulle (Le Pacha)
- 1973: Der Abbé und die Liebe (Prêtres interdits)
- 1974: Jet Set (La Race des 'seigneurs')
- 1975: Sondertribunal – Jeder kämpft für sich allein (Section spéciale)
- 1975: Schöne Küsse aus Fernost (Bons baisers de Hong Kong)
- 1982: Die Legion der Verdammten (Les Misérables)